# Gustav Faber (Journalist)
Gustav Faber (* 15. August 1912 in Badenweiler; † 5. April 1993 in Badenweiler) war ein deutscher Journalist, Reiseschriftsteller und Sachbuchautor.

## Leben
Gustav Faber promovierte in Germanistik und in Geschichte. Ab 1949 war er Autor der Kulturzeitschrift Das Kunstwerk. Großes Ansehen erlangte er durch seine zahlreichen – vor allem kulturgeschichtlich ausgerichteten – Reiseberichte. Seine Reisen führten ihn nach Lateinamerika, in den Orient und in den Mittelmeerraum. 1953 wurde er mit dem Kulturpreis der Stadt Karlsruhe auszeichnet. Seit dem Zweiten Weltkrieg lebte Faber als freier Autor in seiner Heimatstadt Badenweiler im Schwarzwald.

## Veröffentlichungen (Auswahl)
- Der Mörderhof. Roman. Mit 27 Zeichnungen des Verfassers. Verlag für Kulturpolitik, Berlin 1935.
- Carl Bleibtreu als Literaturkritiker. Ebering, Berlin 1936 (zugl.: München, phil. Diss., = Germanische Studien, H. 175).
- Deutsches Blut in fremder Erde. Lebensbilder großer Deutscher auf fünf Erdteilen. Verlag Junge Generation, Berlin 1939 (über Philipp von Hutten, Peter Minnewit, Jakob Leisler, Otto Friedrich von der Groeben, Arthur Phillip, Friedrich von Steuben, Friedrich Hecker, Johann Cäsar Godeffroy und Kurt Faber).
- Der Malerkönig. Erzählung. Waldemar Heldt, Hamburg 1948.
- Brasilianische Schlenderjahre. Carl Schünemann, Bremen 1954.
- Piraten oder Staatengründer – Normannen vom Nordmeer bis zum Bosporus. Gütersloh 1968.
- Brasilien – Weltmacht von morgen. Tübingen 1970, ISBN 3-7711-0120-4.
- Portugal. München 1972, ISBN 3-7913-0031-8.
- Denk ich an Deutschland ... Neun Reisen durch Geschichte und Gegenwart. Insel-Verlag, Frankfurt am Main 1975, ISBN 3-458-05898-2.
  - Erweiterte Neuausgabe nach der Wiedervereinigung Deutschlands: Reisen durch Deutschland. Zwölf Reisen durch deutsche Geschichte und Gegenwart. Insel-Verlag, Frankfurt am Main 1994, ISBN 3-458-33295-2.
- Das erste Reich der Deutschen – Geschichte der Merowinger und Karolinger. München 1980
- Der Traum vom Reich im Süden – Die Ottonen und Salier. München 1983, ISBN 3-570-03447-X.
- Auf den Spuren von Hannibal. München 1983, ISBN 3-471-77319-3.
- Auf den Spuren des Paulus. München 1989, ISBN 3-471-77547-1.